# L'ultima neve di primavera
L'ultima neve di primavera è un film del 1973 diretto da Raimondo Del Balzo.
La pellicola inaugura un nuovo filone di film strappalacrime (detti anche lacrima-movie) che tanto successo aveva avuto in Italia dopo la fine della seconda guerra mondiale. A partire dal prototipo (Incompreso di Luigi Comencini, 1966), in questo nuovo filone di film un bambino buono e sensibile, abbandonato o trascurato dai propri genitori, affronta tragicamente una malattia incurabile, ritrovando solo in questo modo l'affetto di cui era stato privato. Protagonista è qui il piccolo Renato Cestiè che più di ogni altro attore bambino seppe incarnare il ruolo tragico di piccola vittima innocente in questo e altri film come Il venditore di palloncini (1974), L'albero dalle foglie rosa (1974) e Bianchi cavalli d'agosto (1975).

## Trama
Perugia. Roberto Canali è un avvocato di successo rimasto vedovo con un figlio preadolescente, Luca. Incapace di badare da solo al figlio, Roberto lo iscrive a un collegio, dal quale il bambino esce solo durante le vacanze. Luca soffre la vita in collegio e la mancanza della madre.
Per le vacanze di Pasqua Luca torna a casa ma Roberto è sempre molto impegnato con il lavoro. Luca trascorre così il tempo libero da scuola in compagnia della domestica Mariolina, della compagna di collegio Stefanella e di Bernardo, amico di vecchia data dei suoi genitori. Accontentando le insistenti richieste di Luca, Roberto lo porta con sé in una breve vacanza al mare, durante la quale il bambino conosce Veronica, la nuova compagna di suo padre.
Inizialmente Luca ha difficoltà ad accettare la presenza di Veronica, ma questa riuscirà a guadagnarsene l'affetto e rimprovererà Roberto di trascurare il figlio per il lavoro. Roberto allora promette a Luca che non appena si sposerà con Veronica lui tornerà a vivere con loro e lascerà il collegio, cosa di cui Luca è felice.
Roberto decide quindi di portare Luca in una breve vacanza sulla neve prima del rientro in collegio. Durante una discesa in montagna con lo slittino Luca cade e si ferisce, e durante il ricovero in ospedale accusa debolezza: i sanitari consigliano Roberto di riportare il figlio a Perugia e farlo esaminare lì. Le analisi rivelano che Luca è malato di una grave forma di leucemia le cui cure si rivelano inefficaci. Roberto non lesina attenzioni a suo figlio, conscio solo in quel momento di quanto era stato distaccato in passato nei suoi confronti.
Avendo intuito che non sopravviverà, Luca chiede a Roberto di andare con lui a un luna park, posto nel quale con suo padre non era mai stato prima. Roberto accontenta il figlio ma il luna park è chiuso: decide quindi di chiedere ai suoi gestori di aprirlo per poter esaudire l'ultimo desiderio del figlio che sta morendo. Durante i giri sulle varie attrazioni Luca confessa a suo padre che, nonostante la malattia, quello è stato il periodo più felice della sua vita perché lui gli è stato sempre accanto. Durante un giro sulla giostra dei cavalli, Luca avverte un grave senso di stanchezza e poco dopo muore tra le braccia di Roberto.

## Colonna sonora
Il successo del film è dovuto anche alla colonna sonora composta da Franco Micalizzi e diretta da Alessandro Blonksteiner, che conobbe anch'essa molto successo.

## Distribuzione
All'estero il film è stato distribuito con titolo tradotto a seconda del paese:
- The Last Snows of Spring (mercato anglofono)
- Der letzte Schnee des Frühlings (mercato germanofono)
- La última nieve de primavera (mercato ispanofono)
- Les dernières neiges de printemps (mercato francofono)
- A ultima neve da primavera (mercato lusofono)

## Accoglienza
Distribuito nelle sale cinematografiche italiane il 20 dicembre del 1973, il film ottenne un ottimo successo di pubblico, arrivando ad essere il 17º miglior incasso della stagione cinematografica 1973-1974 e rilanciando il filone del melodramma strappalacrime, che già aveva avuto a cavallo degli anni '40 e '50 del novecento un ampio successo commerciale.